# Capirona
Capirona là một chi thực vật có hoa trong họ Thiến thảo (Rubiaceae).

## Loài
Chi Capirona gồm các loài: